# Pauzew
Pauzew – wieś w Polsce położona w województwie łódzkim, w powiecie poddębickim, w gminie Wartkowice. Wraz z sąsiednią wsią Borek współtworzy sołectwo Pauzew-Borek.
W latach 1975–1998 miejscowość należała administracyjnie do województwa sieradzkiego.